# Internetdienstanbieter
Internetdienstanbieter oder Internetdienstleister (englisch Internet Service Provider, abgekürzt ISP oder Internet Access Provider), im deutschsprachigen Raum auch oft nur Provider, umgangssprachlich meist nur Internetanbieter oder Internetprovider genannt, sind Anbieter von Diensten, Inhalten oder technischen Leistungen, die für die Nutzung oder den Betrieb von Inhalten und Diensten im Internet erforderlich sind. Die meisten Anbieter sind auch Betreiber eigener Telekommunikationsnetze.

## Leistungen

### Internetzugang (Konnektivität, Verbindung zum Internet)
Diese Leistung besteht aus der Bereitstellung von Internet-Konnektivität, also dem Transfer von IP-Paketen in und aus dem Internet. Der Transfer kann über Funktechnik (dann kann der Anbieter als Wireless Internet Service Provider bezeichnet werden), Wählleitungen, Standleitungen, Breitbandzugänge erfolgen. Wenn der Zugang zu einem Server erbracht wird, der beim Anbieter steht (Rechenzentrum, Colocation des Anbieters), kann der Transfer durch ein einfaches Netzwerkkabel geschehen. Die Weiterleitung ins Internet kann dabei durch direkte Zugänge zu Internet-Knoten oder die Netze von anderen Internetdienstanbietern stattfinden.
Je nach Größe ihrer Netze lassen sich Anbieter in die Kategorien Tier-3 (lokale Anbieter), Tier-2 (Betreiber von großen, wichtigen, überregionalen Netzwerken) und Tier-1 (Betreiber von globalen Internet-Backbones) einteilen (Für das englische Tier-1/2/3 für ‚erster, zweiter und dritter Rang‘ gibt es derzeit keine gebräuchliche deutsche Bezeichnung). Größere Betreiber stellen sich auch gegenseitig ihre Leitungskapazität im Rahmen einer kostenfreien Zusammenschaltung zur Verfügung. Tier-1-Carrier (‚Betreiber‘) betreiben eine eigene Infrastruktur, wohingegen Tier-2- und Tier-3-Carrier keine eigenen Internet-Backbones betreiben und sich daher bei anderen Anbietern Datenverkehr (engl. traffic) einkaufen müssen.

### Hosting
- Domain-Hosting (Registrierung und Anbieten einer Domain) umfasst die Registrierung und meist zusätzlich auch den Betrieb von Domains innerhalb des Domain Name Systems.
- Server-Hosting: (direktes Anbieten von Inhalten, Applikationen und Servern) Server-Hosting ist der Betrieb von virtuellen und dedizierten, also physischen, Servern, optional mit wichtigen Zusatzleistungen wie Wartung und Datensicherung.
- Webhosting: Unter Webhosting versteht man die Unterbringung (Hosting) von Webseiten auf einem Webserver eines Internetdienstanbieters. Der Webhoster genannte Anbieter stellt, üblicherweise gegen Bezahlung, seine Ressourcen zur Verfügung. Dazu gehören insbesondere die Bereitstellung und der Betrieb von Webservern und deren Netzwerkanbindung. Der Leistungsumfang von Webhosting-Angeboten variiert erheblich. Die Angebote reichen von einer einfachen Website über Server mit Skriptsprachenunterstützung (z. B. Perl, PHP) und Datenbank-Backend (wie MySQL mit PhpMyAdmin) bis hin zu Paketen, die ein Web-Content-Management-System beinhalten, Monitoring, Datensicherung, statistischen Auswertungen, Lastverteilung oder Hochverfügbarkeit.
- Mail-Hosting: Unter E-Mail-Hosting versteht man das Zur-Verfügung-Stellen von E-Mail-Diensten, insbesondere eines Mailservers, auf vom Anbieter betriebenen Hosts. Optional kann dies auch Filterung (so die Spam- und Virenschutz) und eine Webschnittstelle zur Verwaltung des eigenen E-Mail-Postfaches beinhalten. In Deutschland gab es 2006 etwa 3.200 Unternehmen, welche E-Mail-Dienstleistungen angeboten haben. Über 60 % der Unternehmen besaßen jedoch weniger als 1.000 Kunden und deckten damit zusammen ca. 1,28 % aller Kunden ab. 2 % der Unternehmen bedienten 85,47 % der insgesamt etwa 74,9 Millionen Kunden.[1]

### Housing oder Colocation
Als Serverhousing bezeichnet man die Dienstleistung eines Anbieters, der seinen Kunden ein Rechenzentrum für deren Hosts (vulgo Server) zur Verfügung stellt. Das Housing (engl. ‚Unterbringung‘) umfasst in der Regel Serverschränke oder zumindest Raumanteile darin, unterbrechungsfreie Stromversorgung, redundante Klimaanlagen, Zutrittskontrolle, Alarmanlage sowie Anbindung ans Internet.
Unter einer Colocation versteht man den angemieteten Raum oder Platz in einem Rechenzentrum, um dort eigene Hosts, also Rechner, unterzubringen und dort zu betreiben. Kleinere Anbieter mieten auch oft Platz bei anderen Anbietern, den sie als Colocation (engl. ‚zusätzlicher Ort‘) auch weitervermieten.

### Verfassen oder Erzeugen von Inhalten
Der Inhaltsanbieter, oder umgangssprachlich Content-Provider (engl.: content provider) stellt z. B. eigene redaktionelle Beiträge und Inhalte zur Verfügung oder hält ein entsprechendes Programm (CMS) auf Mietbasis bereit. Dabei ist es egal, bei welchem Internetanbieter die jeweiligen Seiten oder Domains tatsächlich liegen, denn die Inhalte werden vom Inhaltsanbieter lediglich verlinkt. Dies hat den Vorteil, dass der Kunde ein CMS nutzen kann und sich nicht um einen eigenen Server zu kümmern braucht. Anbieter von Internetzugängen bezeichnen „Hosting-“ und „Housing-Provider“ oftmals auch als „Content-Provider“, da sie im eigentlichen Sinne, aus Sicht der Einwahlanbieter, den Inhalt liefern.
Die Inhalte stehen nur so lange zur Verfügung, wie die Vertragsbeziehung mit dem Anbieter besteht.
Gute Inhaltsanbieter stellen nicht nur starr vorgefertigte Vorlagen (engl. templates) zur Verfügung, sondern können zu jeder Seite individuelle Anpassungen vornehmen und sind jederzeit erweiterbar.

### Anwendungs-Anbieter
Ein Anwendungs-Anbieter (Application Service Provider) stellt Kunden spezifische Anwendungen im Internet zur Verfügung.

## Ökoprovider
Als Ökoprovider werden Internetdienstanbieter bezeichnet, die ihre Server mit Grünem Strom betreiben. Die Hochschule Trier hat im Rahmen eines vom Bundesforschungsministeriums finanzierten Projekts derartige Anbieter ermittelt und in drei Qualitätsklassen eingeteilt: In Klasse A befinden sich Provider, die den Strom von unabhängigen Ökostromanbietern beziehen. Bei den Hostern der Klasse B stammt der Ökostrom von konventionellen Versorgern, während bei Klasse C die Herkunft des Ökostroms unklar ist bzw. lediglich durch handelbare Zertifikate wie RECS belegt ist. Von der Hochschule Trier wurde darüber hinaus die Firefox-Erweiterung „Green Power Indicator“ entwickelt, mit der sich Internetbenutzer über Anbieter und Stromstatus einer Website informieren können. Das Projekt wurde 2012 mit dem „EnviroInfo Student Prize“ ausgezeichnet. Ökologisch orientierte Anbieter finden sich auch auf der Website der Green Web Foundation.

## Rechtliches
Ein rechtliches Problem ist, ob Internetanbieter Auskünfte über ihre Nutzer erteilen müssen. Die OLGe München und Hamburg haben dies im Jahr 2005 verneint, zivilrechtlich gibt es jedenfalls keinen Auskunftsanspruch. Dem Staat gegenüber – etwa bei einem Strafverfahren – müssen aber Auskünfte erteilt werden, etwa wenn die Frage auftaucht, wer wann mit welcher IP-Adresse im Internet „unterwegs“ war. Das ist für die Verfolgung von Kriminalität im Internet wie Urheberrechtsverletzungen, Kinderpornografie, Beleidigungen meist notwendig. Der Bundesgerichtshof hat im April 2012 entschieden, dass Rechteinhaber bei Verletzungen des Urheberrechts Namen und Anschrift der Nutzer vom Internetanbieter erfahren dürfen. Zu der Frage, ob und wann Anbieter Auskünfte erteilen müssen, gesellt sich die Frage, welche Daten sie überhaupt speichern bzw. vorrätig halten müssen und dürfen. Nach jetziger Rechtslage müssen sie unverzüglich alle Verbindungsdaten löschen (§ 100 TKG), so sie die Daten nicht zur Abrechnung benötigen. Bei einem Pauschaltarif („Flatrate“) muss also immer gelöscht werden. Daran hielt sich T-Online jedoch nicht, was zum Verfahren von Holger Voss führte, das nun vom Bundesgerichtshof für rechtskräftig erklärt wurde. Zu beachten ist auch die aktuelle Diskussion zur Vorratsdatenspeicherung. Das Landgericht Karlsruhe hat gegen einen großen Host-Provider entschieden: „Nach Übermittlung einer gegen einen Kunden wegen beleidigender Äußerungen erlassenen einstweiligen Verfügung ist dessen Webhoster verpflichtet, dessen beanstandete Äußerung zu sperren. Dies gilt auch nach sprachlicher Veränderung der gerichtlich untersagten Äußerung, falls die inhaltliche Übereinstimmung ohne besondere Schwierigkeiten feststellbar ist.“ Eine entsprechende Entscheidung erging unter Hinweis auf den Bundesgerichtshof auch durch das Amtsgericht München.